# Cerámica impresa

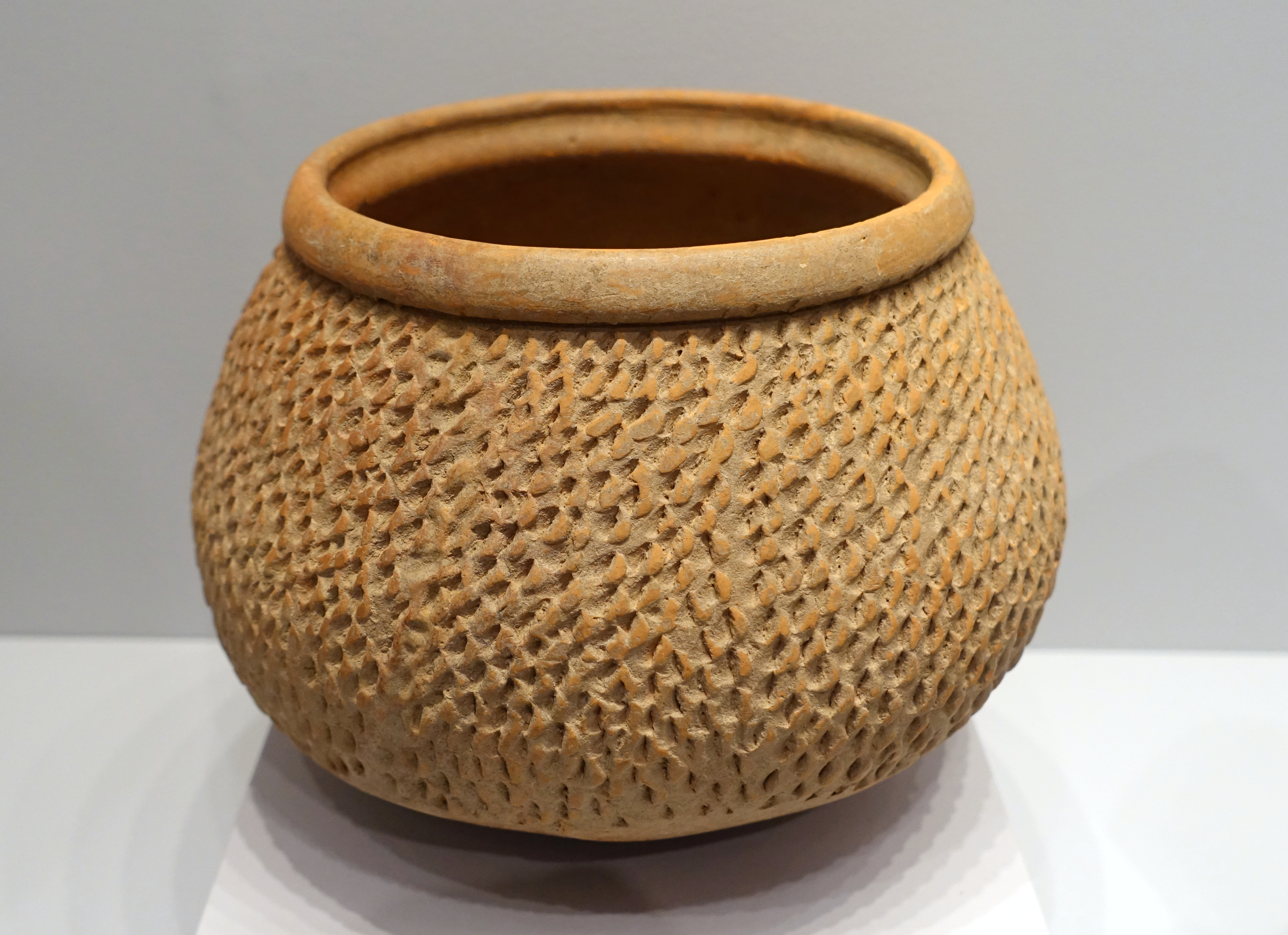
Vasija china del Neolítico (5000-4000 a. C.) en el museo de la Universidad de Harvard.

Cerámica impresa es aquella obra de alfarería cuya superficie ha sido decorada con técnicas de impresión cuando la arcilla se encontraba aún tierna. Pueden diferenciarse dos tipos, según sea la técnica: por presión manual (digitada y ungulada), estrechamente relacionada con la llamada decoración incisa; o bien, por impresión mediante una matriz, con decoraciones resultantes puntiformes, cuneiformes, de cestería, hechas con cuerdas o cordadas, hechas con peine, con ruedecillas dentadas, cardiales (realizadas con la ayuda de conchas), estampilladas, etc.
Natacha Seseña, en su manual sobre Cacharrería popular, la describe dentro del conjunto de recursos elementales en la decoración común a todos los alfares del mundo, por su simplicidad, identificándola con las técnicas de incisión, hechas con las uñas u objetos punzantes (huesos, cañas, palillos), o bien con herramientas posteriores más sofisticadas aunque elementales, como «peines, espátulas o ruedecillas».  Siguiendo ese mismo criterio sobre técnicas comunes, y aplicando la definición de Nebrija, la decoración con impresiones, marcas o señales aplicada a la alfarería funciona dejando «una huella en negativo, generalmente de modo repetitivo». Dicha mezcla de nomenclaturas y criterios de catalogación hace que muy diversos ejemplos aparezcan con frecuencia como sinónimos (cerámica incisa, impresa, cardial, cordada, estampillada, etc.).

## Técnicas y términos relacionados
De la terminología, muy diversa, que suele acompañar a las diferentes técnicas de decoración impresa (o incisa), pueden enumerarse las de:
- acanalado: al dibujar sobre la pasta aún blanda «surcos o depresiones anchas y continuas, poco profundas y de fondo curvo», hechas con el dedo o un punzón de punta ancha y roma.
- arrastre: cuando se trazan líneas anchas de incisión sobre el barro fresco.
- grabado: término general para las decoraciones por incisión sobre la arcilla después de la cocción, utilizando herramientas punzantes. Recibe el nombre de ‘pulso temblón’, cuando los bordes de los trazos dibujados aparecen ligeramente descascarillados.
- hachurado: cubrir una zona de la pieza con líneas «paralelas transversales u oblicuas realizadas mediante incisión o pintura», con mayor o menor pulso y orden estético. Si las rayas se entrecruzan se denomina «hachurado compuesto o hachurado cruzado».
- incisión: término general para las decoraciones con líneas o rayas, realizadas con instrumentos punzantes (bien sea su punta angosta o bien sea fina) trazando cortes en la superficie de una pieza alfarera antes de la cocción. Las herramientas utilizadas suelen adjetivar la técnica específica (incisión por caña, por punzón, por uña, por peine, etc.).
- peinado: al producir incisiones paralelas superficiales con un peine u otro instrumento de varias puntas.
- punteado: dibujo con una sucesión de pequeños puntos, de forma ordenada o desordenada, y ocasionalmente «limitados o no por pintura o incisión».
- punzonado: técnica decorativa ‘a punzón’.

### Cerámica cordada
Una de las variedades más documentadas y específicas dentro de las técnicas de la cerámica impresa es la cerámica cordada, resultante al clavetear un cordel o cuerda fina, presionándola sobre la superficie de una vasija o pieza alfarera cuando el barro está «a punto de oreo». El resultado, como una impresión en negativo, a dado lugar a clasificaciones específicas como la cerámica de cuerdas datada en el calcolítico en la Europa central y septentrional, y muy difundida luego a partir del 3000 a. C.
Uno de los muchos ejemplos de dicha difusión fue la desarrollada en Amantea, en la península itálica, y en especial en Sicilia, en el entorno de la actual ciudad de Siracusa, conocida como cultura de Stentinello.

### Cerámica incrustada
Aunque no se trata de una impresión propiamente dicha, el incrustado es una técnica decorativa complementaria en este conjunto, que resulta al introducir superficialmente o embutir guijarros, botones de cobre, conchitas u otros materiales, en la pieza de barro a punto de oreo. Su intención es exclusivamente estética o decorativa, buscando contrastes cromáticos, y tiene una variedad muy alfarera en las técnicas de relleno de pasta blanca (u otro color), que se consiguen ahuecando por presión manual sobre el barro fresco pequeños espacios para rellenarlos luego.

## Tipología

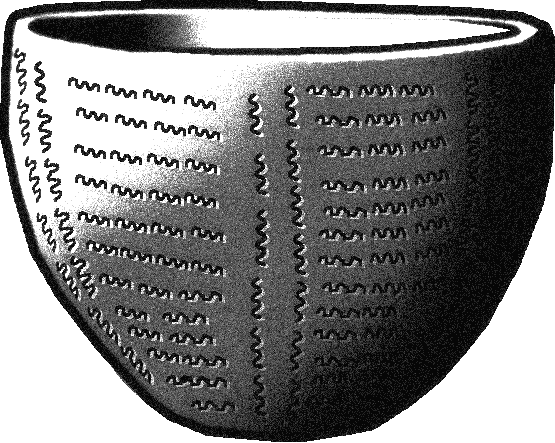
Ejemplo esquemático cardial.
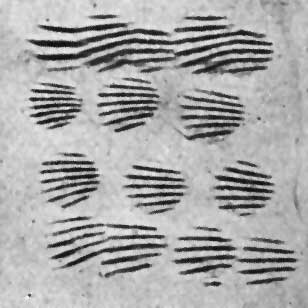
Impresión con conchas de berberecho en un fragmento de vasija. Josep Corominas «Prehistoria de Montserrat» (1925)
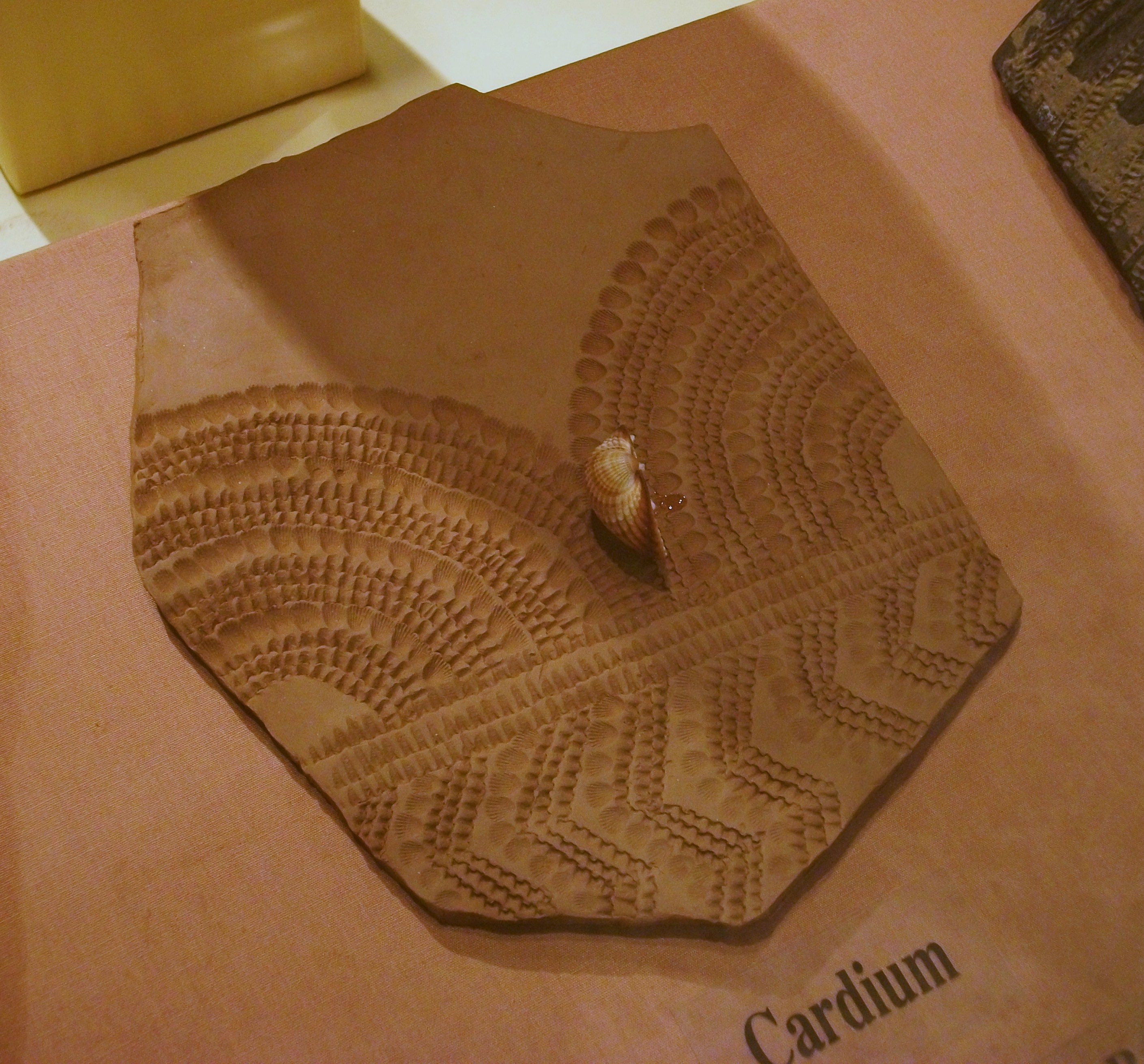
Fragmento con decoración cardial (Museo arqueológico de Alcoy)
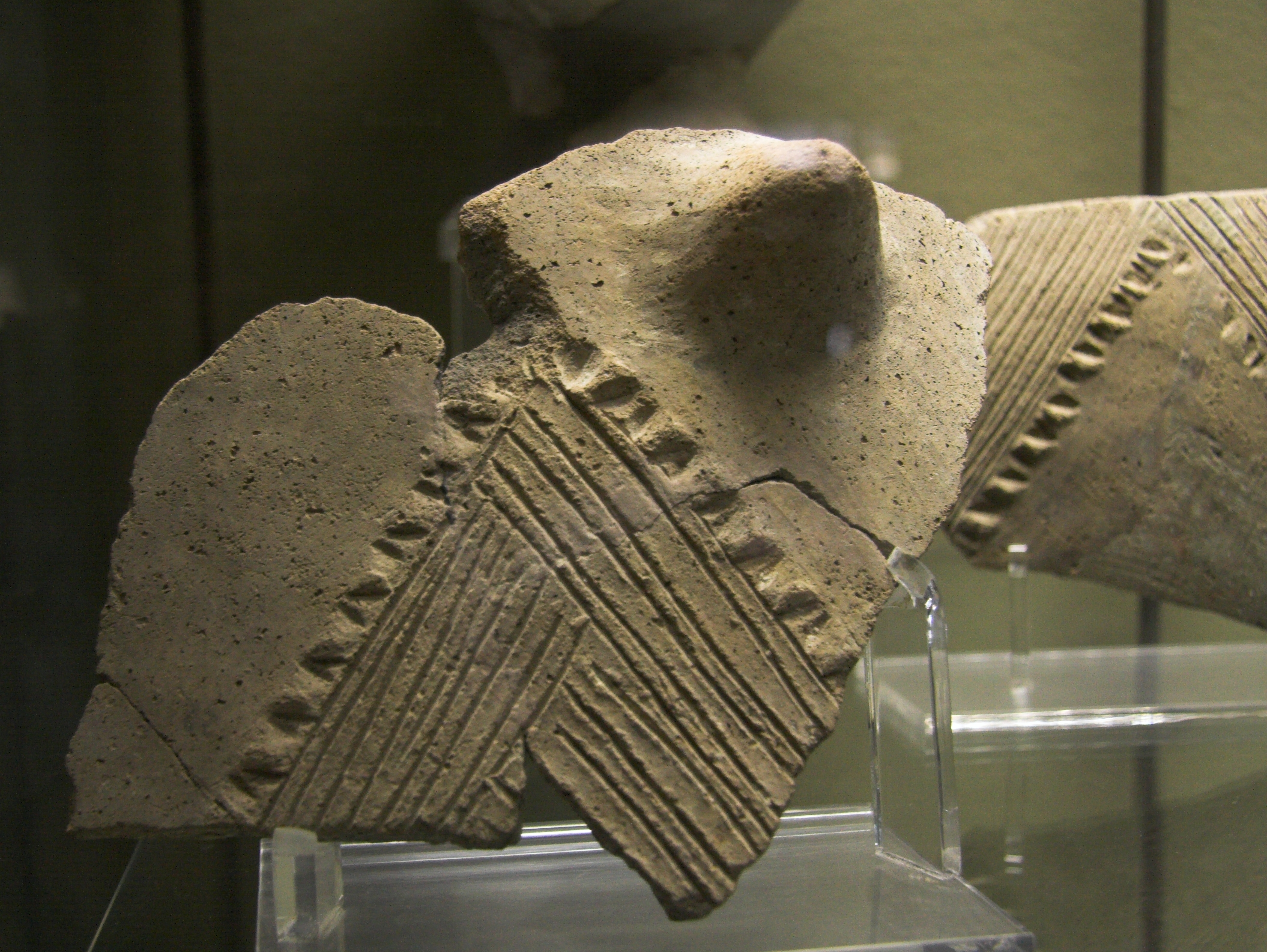
Fragmentos de cerámica cordada de Stentinello (ca. 5000 a. C. Museo arqueológico de Siracusa)
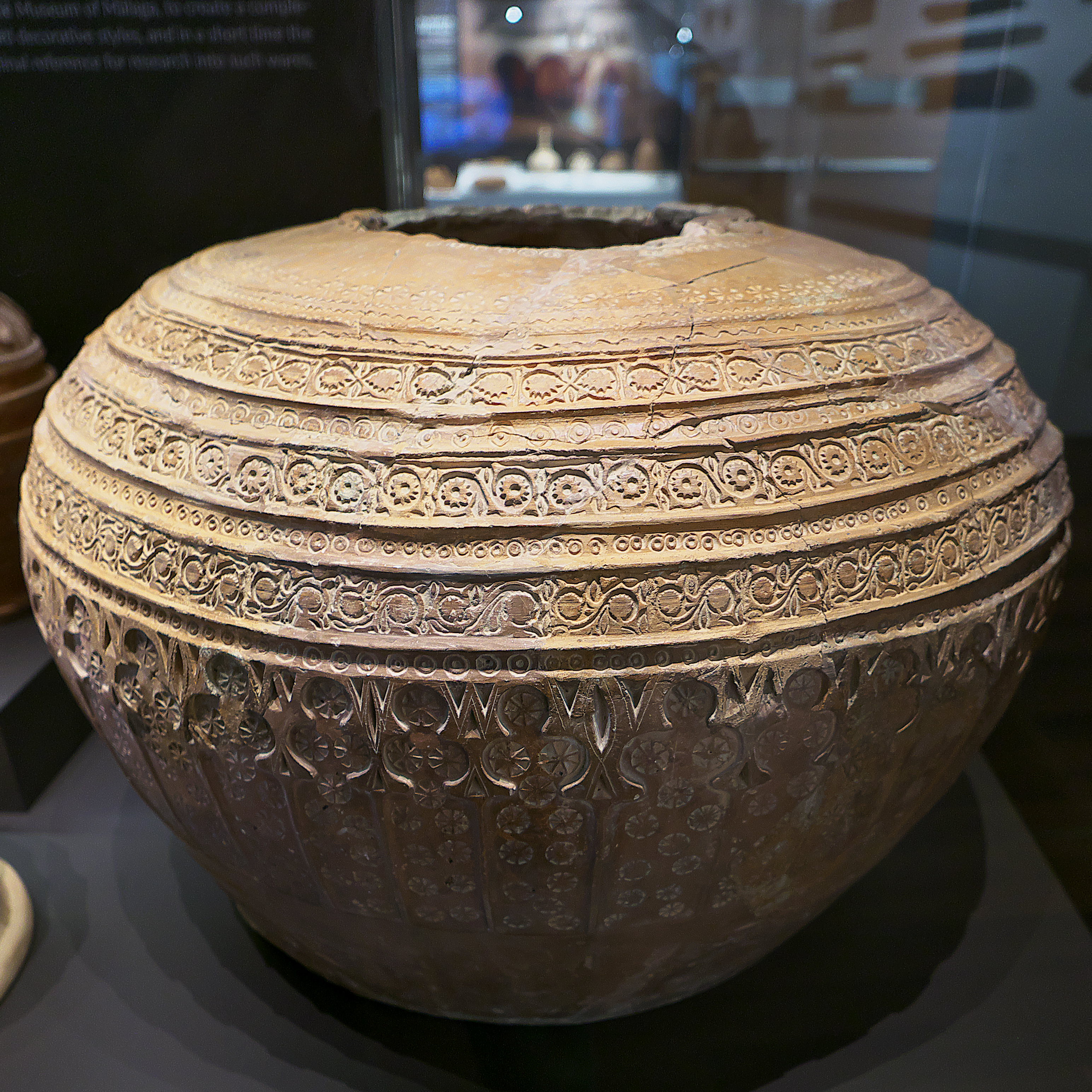
Tinajilla decorada por estampillado. Periodo almohade-nazarí (ss. XIII-XIV). Procedente de la Alcazaba de Málaga